# 石川県道302号手取川自転車道線

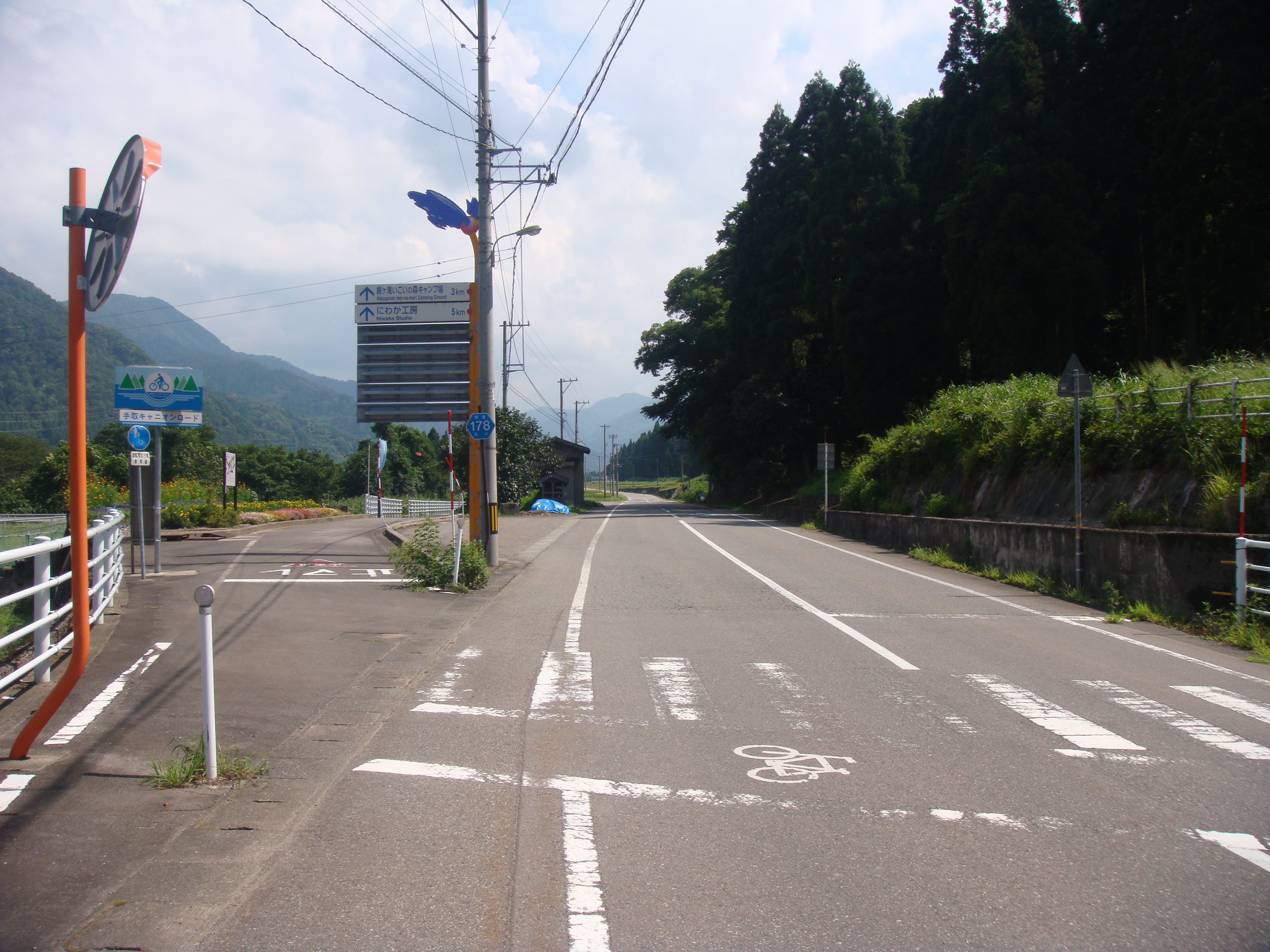
白山市釜清水町付近（画像左が本線、画像中央は石川県道178号木滑釜清水線である。2010年撮影）

石川県道302号手取川自転車道線（いしかわけんどう302ごう てどりがわじてんしゃどうせん）は、石川県白山市の手取川沿いに整備された一般県道で自転車道（自転車歩行者専用道路）である。通称は手取キャニオンロード（てどりキャニオンロード）である。

## 路線概要
- 起点：石川県白山市白山町レ（白山手取川ジオパーク手取川七ケ用水）付近
- 終点：石川県白山市瀬戸寅（道の駅瀬女）

実延長は約20kmであるが、白山市美川南町を含めると、総延長43.3kmにのぼる。幅員約4mの自転車道で、終点側の北陸鉄道旧金名線廃止区間を中心に整備され、北陸鉄道金名線の跡地利用をされた。白山市鶴来地区以北は手取川の堤防上の河川管理用道路を共同利用している。
白山市中島町と同市広瀬町を結ぶ金名橋は、石川県道146号金沢停車場南線の金沢市中央通町・中村町間の、犀川に架けられていた先代の御影大橋が架け替えで不要になったため、再利用されたものである。橋の名は金名線にちなんで名づけられた。
六角形型の案内標識の標示は、上部は「県道」ではなく「手取」、また県道番号の「302」ではなく「キャニオンロード」と記されたものが使われている。

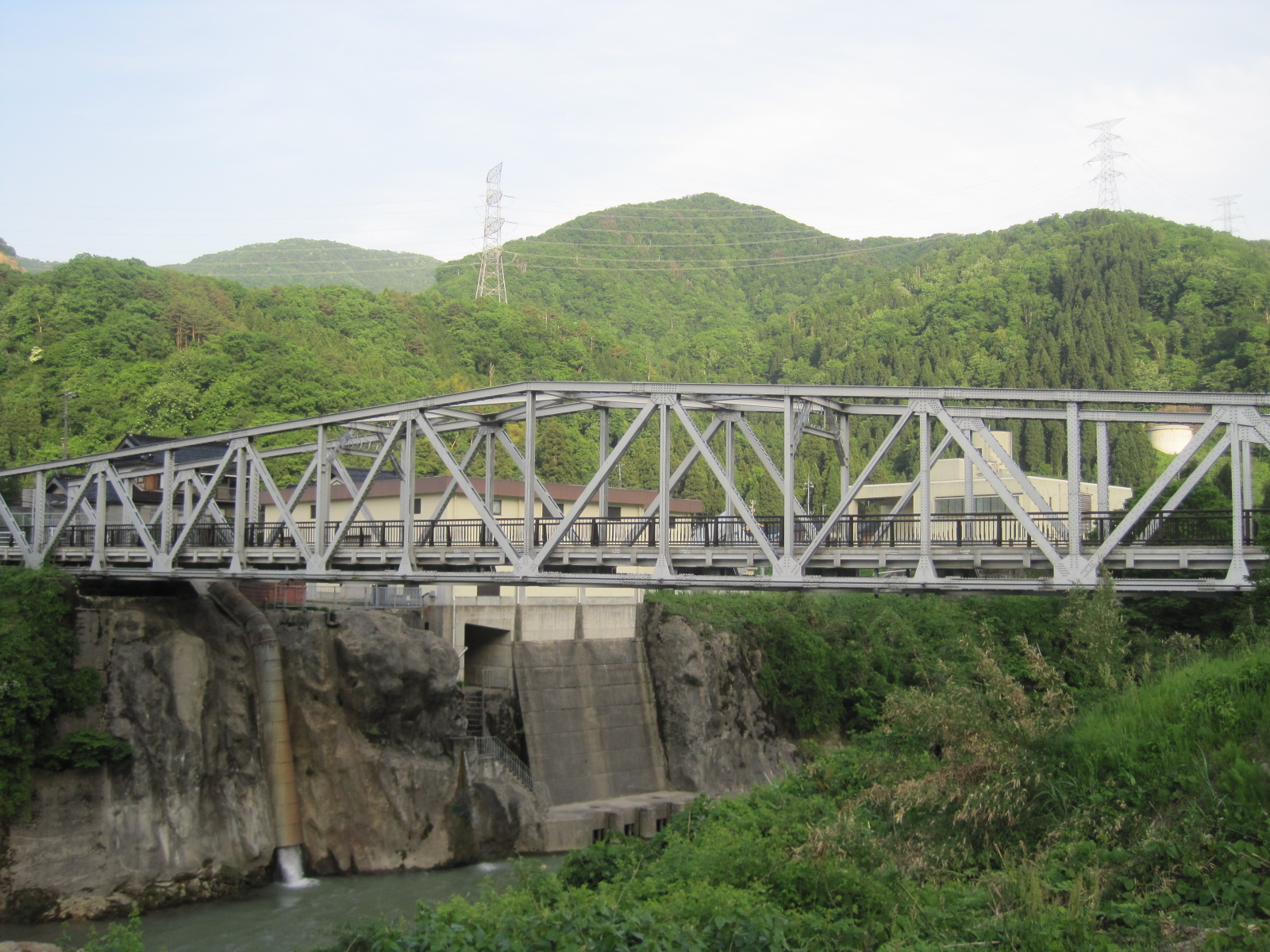
金名橋
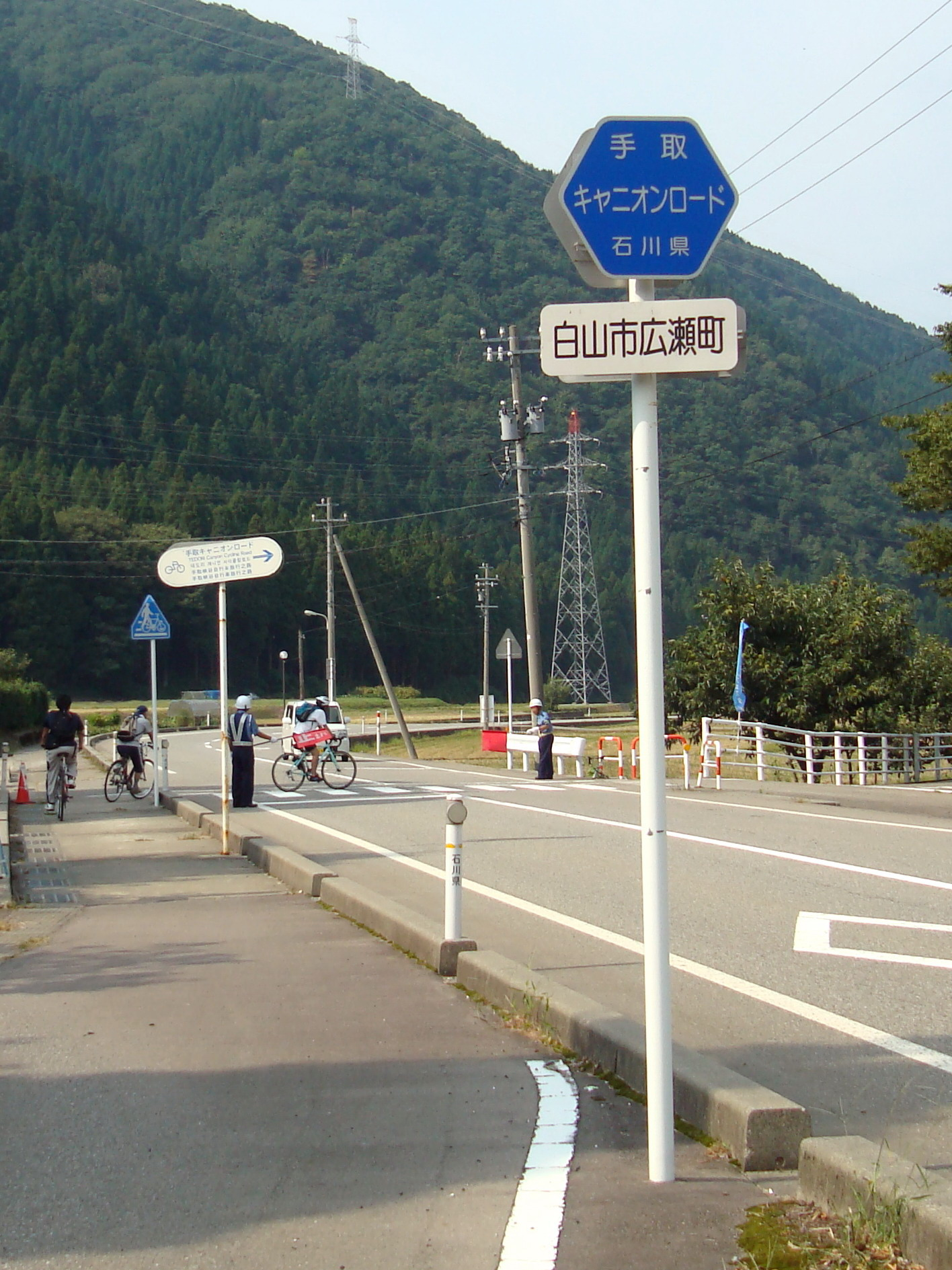
手取キャニオンロード標識（画像左が本線、横断歩道を渡り右側に金名橋がある）
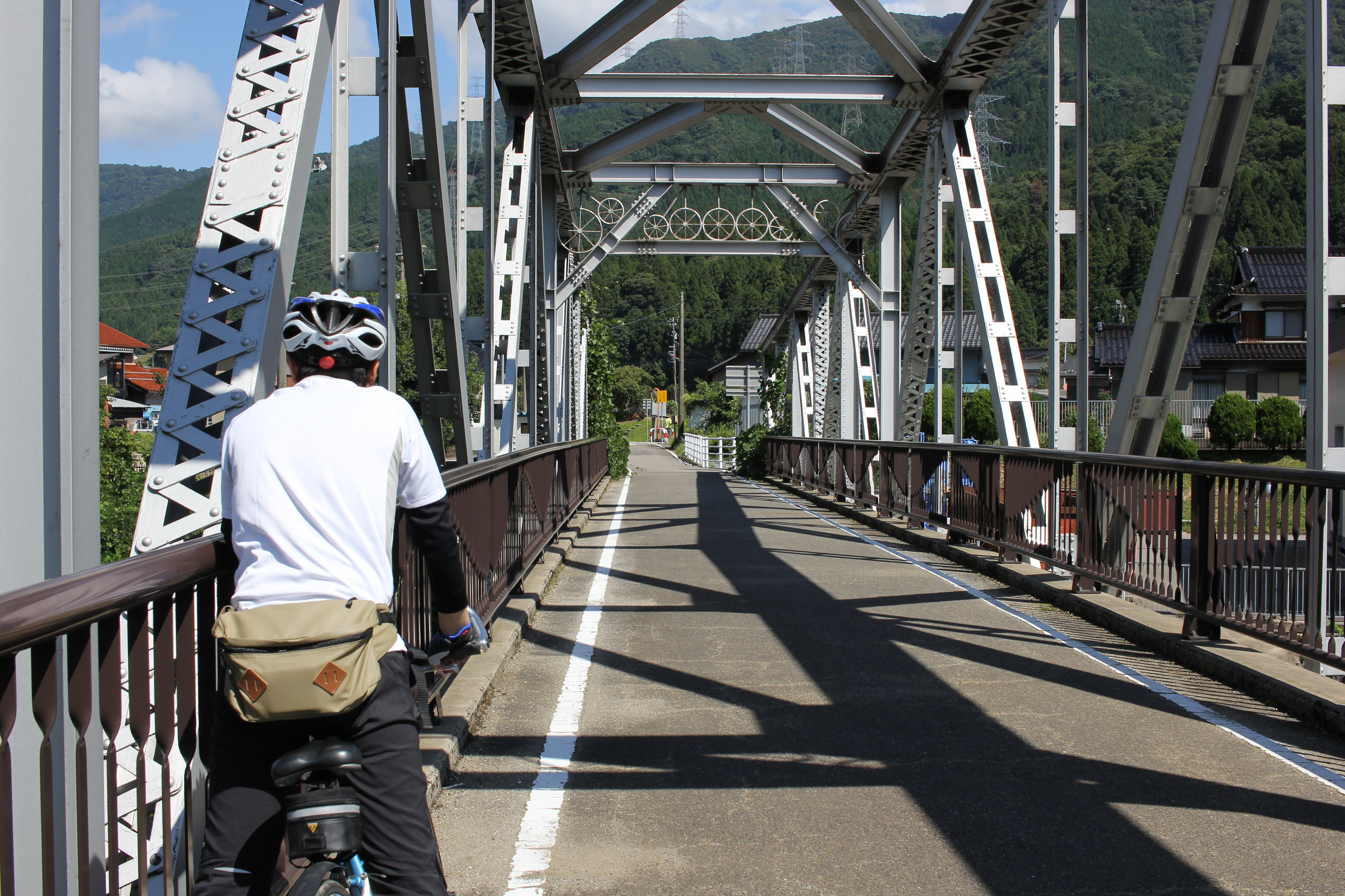
金名橋を渡るクロスバイク
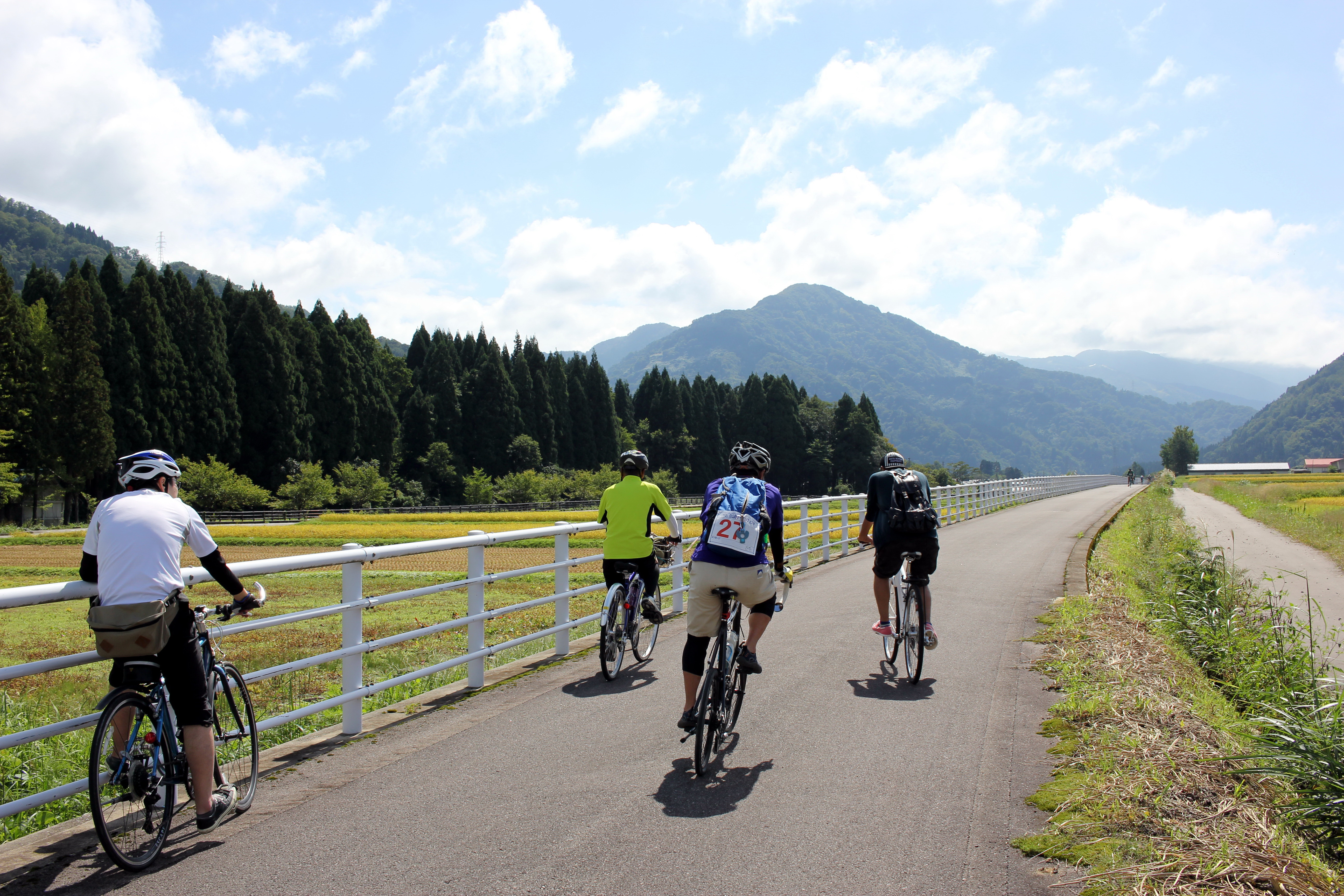
手取キャニオンロード走行中の風景（綿ヶ滝付近）

## 歴史
- 1995年（平成7年）：測量開始
- 1996年 （平成8年）：着工。
- 1996年（平成8年）1月30日：路線認定。
- 1999年（平成11年）：石川郡鳥越村広瀬（現在の白山市広瀬） - 同村河合（現在の白山市河合）の約3.5kmが完成。
- 2005年（平成17年）：金名橋完成。
- 2006年（平成18年）：白山市白山町 - 同市木滑 - 同市瀬戸 I期区間19.6km完成。
- 2019年（平成31年・令和元年）：白山市レ - 同市タ 約480m（旧石川線加賀一の宮駅付近）区間完成

## 周辺施設

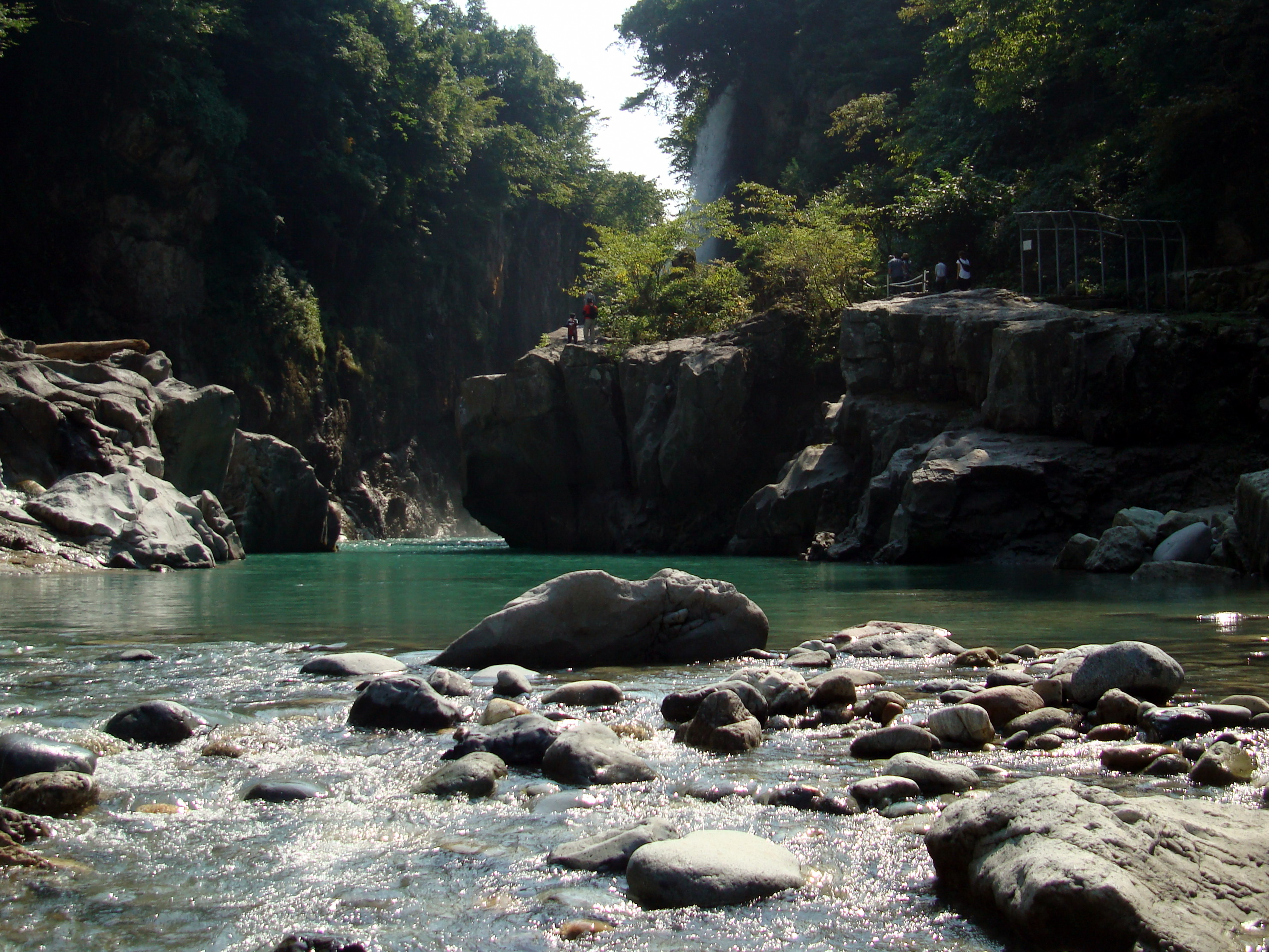
手取峡谷と綿ヶ滝

- 手取川
  - 手取峡谷
  - 大日川（手取川の支流）
- 白山比咩神社
- 獅子吼高原
- バードハミング鳥越
- 鳥越城址
- 弘法池の水
- 綿ヶ滝いこいの森キャンプ場
- 国際高等専門学校 白山麓キャンパス[4]。
- 道の駅瀬女
- 白山瀬女高原スキー場

- 手取峡谷と綿ヶ滝

## 接続道路
- 国道157号（白山市白山町地内、同市中島町地内、同市木滑）
- 石川県道179号野々市鶴来線（白山市白山町・白山町西交差点）
- 石川県道44号小松鳥越鶴来線、石川県道103号鶴来水島美川線（白山市白山町・白山町南交差点、同市広瀬町地内、同市瀬木野町地内、同市河合町地内、）
- 石川県道180号河合江津線（白山市河合町）
- 白山市道釜清水河合線（通称「てどり桜街道」）（白山市河合町地内、同市上野町地内、同市釜清水町地内）
- 国道360号（白山市釜清水町地内）
- 石川県道178号木滑釜清水線（白山市釜清水町地内、同市下吉谷町地内、同市上吉谷町地内、同市西佐良町地内、同市三ツ屋野町地内、同市河原山町地内、）

## 冬期閉鎖区間
- 白山市白山町 - 同市河原山町 15.6km
  - 概ね12月上旬から翌年4月下旬まで閉鎖される。